# Friedrich Goltz
Friedrich Leopold Goltz (Poznań, Gran Ducado de Posen, 14 de agosto de 1834 - Estrasburgo, 5 de mayo de 1902) fue un fisiólogo alemán.
Goltz tuvo varias posiciones universitarias en Königsberg, Halle y Estrasburgo. Era conocido por sus experimentos en neurofisiología, y fue la primera persona en llevar a cabo una hemisferectomía en un perro. 
En 1870 introdujo el concepto de "hidrostática" con respecto a los canales semicirculares del oído interno, y su capacidad para transmitir sensaciones de posición, y por lo tanto ayudar en el sentido de la equilibriocepción. Goltz propuso que los canales guardaban relación principalmente con el equilibrio de la cabeza, y que los movimientos del cuerpo se regían por la mayor o menor conciencia que tiene un individuo respecto a la posición de su cabeza en el espacio.
Goltz tenía una visión unitaria de la función cerebral, que demostró en Londres en el Congreso Internacional de Medicina de 1881. Allí mostró a un perro con secciones de su corteza cerebral removidas, que todavía podían seguir funcionales. Por el contrario, el neurólogo escocés David Ferrier creía en la localización de las funciones cerebrales, lo que demostró en la misma conferencia. Ferrier presentó macacos con parálisis particulares tras cirugías específicas en su corteza motora. La demostración de Ferrier sobre la funcionalidad localizada impresionó a la comunidad médica, y fue visto como un impulso importante en el desarrollo de la cirugía neurológica.

## Obras publicadas
- Funktionen der Nervenzentren des Frosches, 1869

- Verrichtungen des Großhirns, 1881

- Gesammelte Abhandlungen über die Verrichtungen des Großhirns, 1881

- Wider die Humanaster. Rechtfertigung eines Vivisektors, 1883